# Oniros
Os Oniros (em grego Όνειροι, Oneiroi, "Sonhos"), na mitologia grega, são, de acordo com Hesíodo, os filhos de Nix (a Noite), e são irmãos de Hipnos (o Sono), Tânato (morte), Geras (velhice) e outros seres, todos produzidos através de partenogénese.Cícero segue esta tradição, mas descreve os filhos de Nix como progenes de Érebo (Trevas).
Eurípedes uma vez os chamou-os de filhos de Gaia (Terra), e há imagens deles como espíritos de asas negras.
O poeta latino Ovídio apresenta-os não como irmãos de Hipnos, mas como alguns de seus milhares de filhos. Ele menciona três nomes: Morfeu (que se destaca na apresentação de imagens humanas), Ícelo ou Fobetor (que apresenta imagens de animais, pássaros e serpentes), e Fântaso (que apresenta imagens de terra, rochas, água e madeira).
Em Ilíada de Homero, um dos Oniros é retratado como convocado por Zeus, recebendo dele instruções por voz, para que fosse até o o acampamento dos aqueus e entrasse na tenda de Agamemnon, instigando-o à guerra.
Na Odisseia, são retratados como terra dos sonhos passados, como os fluxos de Oceano, perto de onde os espíritos dos mortos são levados para o reino de Hades. Algumas gravuras em uma caverna dessa região, mostram pessoas adormecidas por Hypnos (Sono em latim).
Em outra passagem da Odisseia, são mencionados sonhos (não personificados), por um jogo de palavras de duplo sentido, como: "[...] vindo através de um portão de chifre, se verdadeira (uma brincadeira com as palavras gregas para "chifre" e "cumprir") ou um portão de marfim se falsa (uma brincadeira com as palavras gregas para "marfim"e "enganar")[...]".